# Etta Jones
Etta Jones (Aiken, 25 novembre 1928 – Mount Vernon, 16 ottobre 2001) è stata una cantante statunitense.

## Discografia parziale
- The Jones Girl...Etta...Sings, Sings, Sings (King, 1958)
- Don't Go to Strangers (Prestige, 1960)
- Something Nice (Prestige, 1961)
- So Warm: Etta Jones and Strings (Prestige, 1961)
- From the Heart (Prestige, 1962)
- Lonely and Blue (Prestige, 1962)
- Love Shout (Prestige, 1963)
- Hollar! (Prestige, 1963)
- Soul Summit Vol. 2 (Prestige, 1963)
- Jonah Jones Swings, Etta Jones Sings (Crown, 1964)
- Etta Jones Sings (Roulette, 1965)
- Etta Jones '75 (20th Century/Westbound 1975)
- Ms. Jones to You (Muse, 1976)
- My Mother's Eyes (Muse, 1978)
- If You Could See Me Now (Muse, 1979)
- Save Your Love for Me (Muse, 1981)
- Love Me with All Your Heart (Muse, 1984)
- Fine and Mellow (Muse, 1987)
- I'll Be Seeing You (Muse, 1988)
- Sugar (Muse, 1990)
- Christmas with Etta Jones (Muse, 1990)
- Reverse the Charges (Muse, 1992)
- At Last (Muse, 1995)
- My Gentleman Friend (Muse, 1996)
- The Melody Lingers On (HighNote, 1996)
- My Buddy: Etta Jones Sings the Songs of Buddy Johnson (HighNote, 1997)
- Some of My Best Friends Are...Singers (con Ray Brown; Telarc, 1998)
- All the Way  (HighNote, 1999)
- Together at Christmas (HighNote, 2000)
- Easy Living (HighNote, 2000)
- Etta Jones Sings Lady Day (HighNote, 2001)
- Don't Misunderstand: Live in New York (con Houston Person; HighNote, 2007)
- The Way We Were: Live in Concert (con Houston Person; HighNote, 2011)